# Daphnopsis espinosae
Daphnopsis espinosae är en tibastväxtart som beskrevs av Monachino. Daphnopsis espinosae ingår i släktet Daphnopsis och familjen tibastväxter. Inga underarter finns listade i Catalogue of Life.